# Economia de Macau
A Região Administrativa Especial de Macau (RAEM) da República Popular da China é uma pequena economia de mercado, extremamente aberta e liberal, com livre circulação de capitais, como resulta da sua longa história como porto franco. A moeda oficial usada nesta região é a pataca e encontra-se indexada ao dólar de Hong Kong. Macau faz parte da Organização Mundial do Comércio.
A Economia de Macau é em grande parte baseada no jogo e no turismo. Estas duas actividades económicas contribuíram de modo fulcral para o rápido crescimento que a economia de Macau está a experimentar actualmente. Outras actividades importantes são a indústria têxtil e a produção de fogo-de-artifício, brinquedos, produtos eletrónicos e flores artificiais, as transacções bancárias e a construção civil.
O crescimento económico originou também uma subida vertiginosa e acentuada dos preços dos imobiliários, principalmente aqueles para fins habitacionais, e a internacionalização do tecido empresarial de Macau, terminando com os principais monopólios da cidade, entre os quais os monopólios no sector do Jogo e das Telecomunicações.
O sector terciário (comércio, serviços, turismo, jogos etc.) é o sector mais importante da economia do território, contribuindo para 92,7% do PIB de Macau, enquanto que o sector secundário (indústria) contribui 7.2% e o sector primário (pesca, agricultura etc.) contribui somente 0.1%.
O PIB de Macau, em 2004, era cerca de 10,34 mil milhões de dólares americanos, mas, em 2007, este valor ascendeu até cerca de 19,1 mil milhões. O PIB per capita, no ano de 2007, era de 36.357 dólares americanos. Em 2006, a economia do território assistiu oficialmente a uma inflação de 5,2%  e em 2007 a uma inflação de 5,57%. Mas, segundo um economista destacado de Macau, os valores oficiais da inflação para o ano de 2007 não reflectem a nova realidade local, defendendo por isso a necessidade de alterar o actual modelo do seu cálculo. Para ele, os valores reais da inflação está muito acima dos 5,57%, possivelmente ultrapassando até o valor de 7,5%.

## CEPA

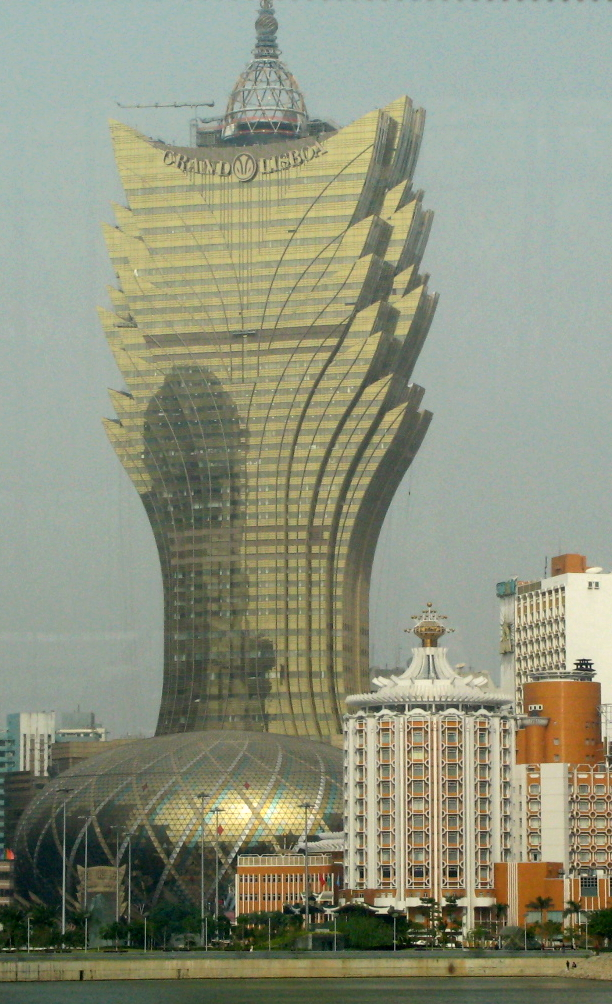
"Grand Lisboa" (o alto; esquerda), inaugurado parcialmente em 2007, e o "Hotel e Casino Lisboa" (o baixo; direita), inaugurado em 1970. São ambos propriedades de Stanley Ho, porém simbolizam, quer no tempo quer na própria natureza (ou forma), distintas eras de desenvolvimento do sector do Jogo e da economia de Macau.

O Acordo de Estreitamento das Relações Económicas e Comerciais entre o Continente Chinês e Macau foi promulgado no mês de Outubro de 2003, com o objectivo de alargar continuamente o âmbito da liberalização, com vista ao desenvolvimento e à cooperação comum das duas partes, na área económica e comercial da China Continental.
Ao longo dos anos, as 2 partes realizaram várias consultas e enriqueceram o conteúdo do CEPA. Este acordo permite, entre outras coisas, a isenção de direitos aduaneiros na exportação para o Continente de 625 tipos de mercadorias com origem em Macau, a concessão de vistos individuais de viagem para os residentes da China Continental e a concessão aos prestadores de serviços de Macau de mais facilidades de acesso ao mercado continental chinês em vários domínios, como por exemplo, dos serviços jurídicos, da construção, das convenções e exposições, audiovisual, da distribuição, do turismo, dos transportes e dos estabelecimentos industriais e comerciais em nome individual.

## Turismo e jogo
O Governo da Região Especial Administrativa de Macau pôs muito esforço e recursos para desenvolver o turismo e o Jogo de fortuna e azar, incentivando o investimento estrangeiro e também local nestes sectores económicos de grande importância. Ele incentivou, como por exemplo, a construção de novas facilidades turísticas, como hotéis, a reparação e promoção dos monumentos históricos (inclusivamente a inclusão de alguns monumentos históricos de Macau na lista dos Patrimônios Mundiais da Humanidade da UNESCO) e a liberalização parcial do sector do Jogo, tendo autorizado a entrada de vários novos operadores. Esta liberalização só foi possível quando o prazo da concessão do monopólio da companhia de casinos de Stanley Ho (a STDM) no sector do Jogo expirou no dia 31 de Dezembro de 2001, mas, devido à morosidade e complexidade do primeiro concurso público para a atribuição de concessões para a exploração do Jogo em casino, a STDM viu o seu contrato de concessão prorrogado até 31 de Março de 2002.
Com o fim do monopólio, novas companhias de jogos, principalmente companhias norte-americanas como o "Venetian Macau S.A." e o "Wynn Resorts (Macau) S.A.", começaram a investir muito no sector dos jogos e construir novos casinos. O Governo da RAEM liberalizou este sector porque ele queria aumentar a competitividade, a qualidade e o investimento estrangeiro.
Actualmente, existe em Macau três concessionárias e três subconcessionárias (operadores) de jogos de fortuna e azar: "Sociedade de Jogos de Macau", de Stanley Ho; "Casino Galaxy, S.A.", uma subsidiária da Galaxy Entertainment Group, de Hong Kong; "Wynn Resorts (Macau) S.A." (de Steve Wynn); "Venetian Macau S.A." (de Sheldon Adelson); uma parceria entre a MGM e Pansy Ho (filha de Stanley Ho); e uma parceria entre a Melco (de Alexandre Ho, filho de Stanley Ho) e a PBL (de James Packer), da Austrália. Devido ao seu grande número de casinos, Macau é chamada de Las Vegas do Oriente.

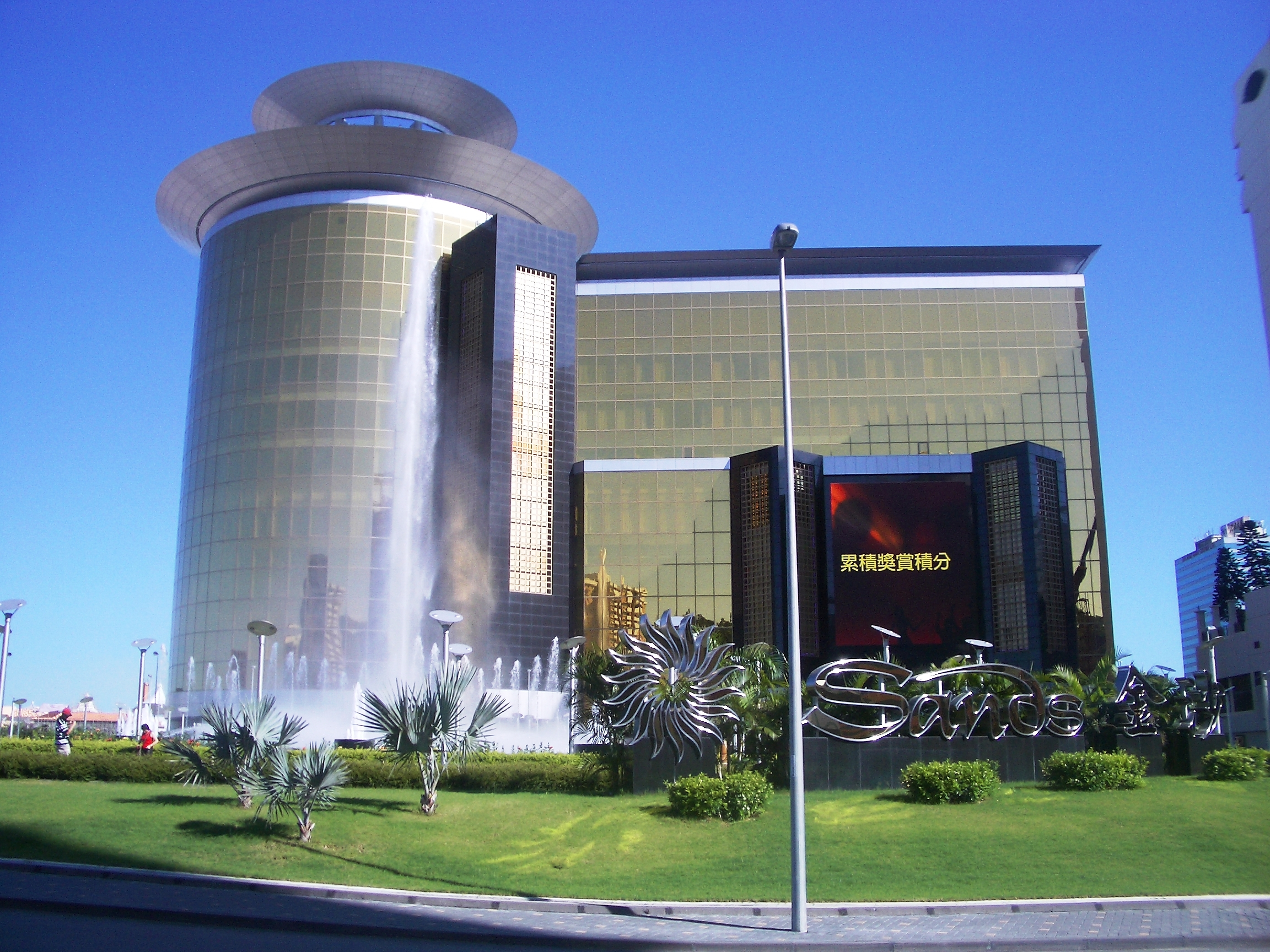
Casino norte-americano Sands, um dos maiores casinos de Macau e da Ásia.

Actualmente, estas concessionárias e subconcessionárias são obrigadas de pagar ao Governo um imposto especial sobre o jogo, que incide sobre as receitas brutas geradas pela exploração do Jogo, sendo a sua taxa fixada nos 35%. Este imposto constitui a mais importante fonte de rendimentos para o Governo da RAEM. Além deste imposto especial, elas também têm que contribuir com uma quantia anual não superior a 3% das suas receitas brutas para o desenvolvimento urbanístico, a promoção turística e a segurança social; e uma quantia anual não superior a 2% das suas receitas brutas para uma fundação pública que tenha por fins a promoção, o desenvolvimento e o estudo de acções de carácter cultural, social, económico, educativo, científico, académico e filantrópico, a ser indicada pelo Governo. Em 2009, o Governo da RAEM conseguiu arrecadar cerca de 42 mil milhões de patacas só com os impostos directos sobre o jogo, representando cerca de 60% das receitas públicas totais de 2009.

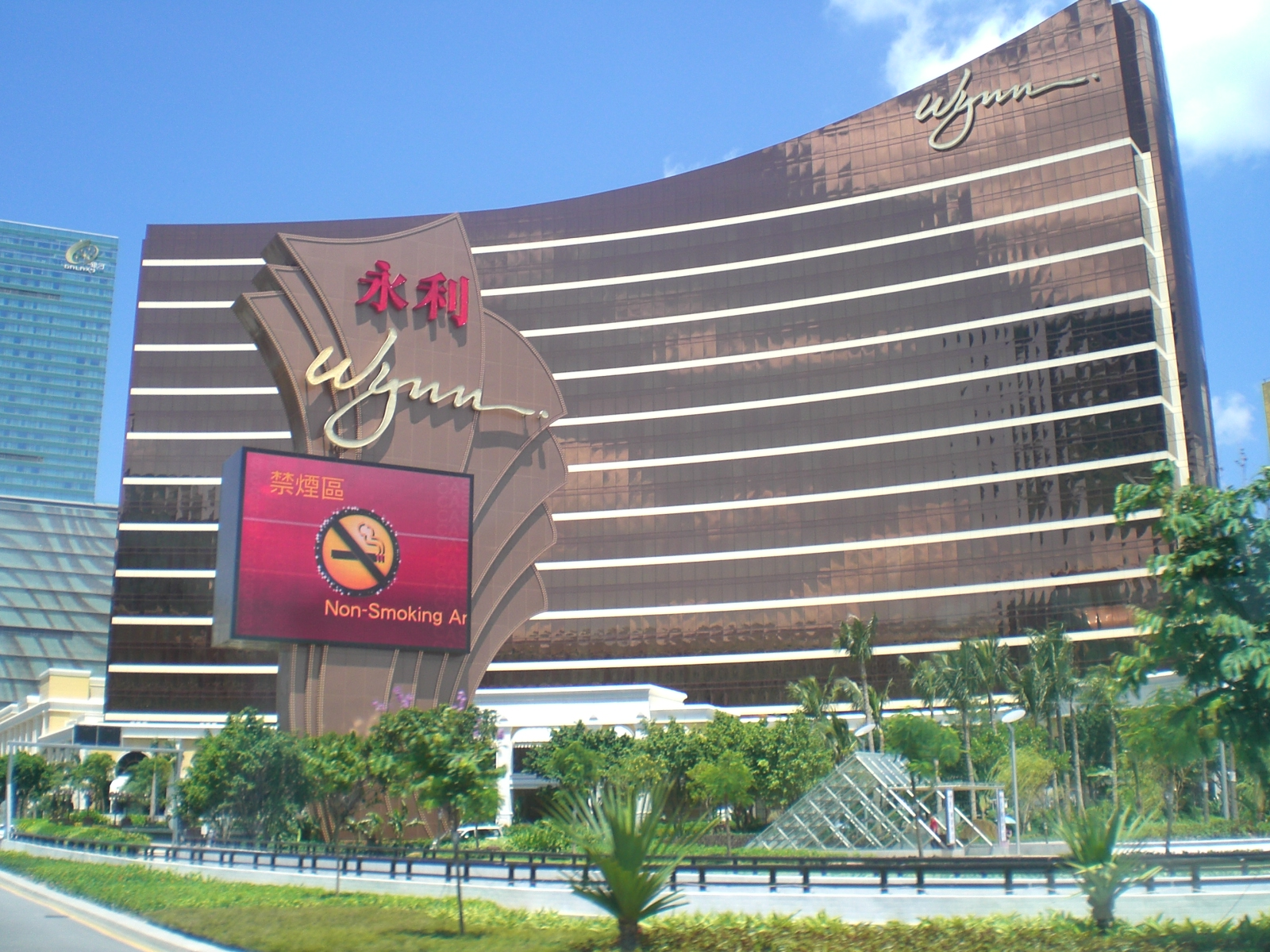
Wynn Resorts é um empreendimento turístico de Macau, com um hotel, casino e vários restaurantes e lojas de marcas e produtos de luxo.

Face ao rápido desenvolvimento deste sector, em 2005, as receitas do jogo equivaleram pela primeira vez as de Las Vegas (cada uma cerca de 5,6 mil milhões de dólares americanos), tornando Macau no principal centro mundial da indústria do jogo de casinos. Em 2007, as receitas brutas do sector do Jogo de Macau foram contabilizadas nos 83,8 mil milhões de patacas, isto é, cerca de 10,5 mil milhões de dólares americanos.
O sector de turismo registou um grande desenvolvimento e o número de visitantes entrados em Macau tem vindo a aumentar substancialmente devido aos esforços do Governo e sobretudo também à política de concessão de vistos individuais de viagem para os residentes da China Continental ao abrigo do CEPA. Após esta diminuição gradual destas restrições de viagem por parte do Governo Central Popular, os chineses já podem viajar livremente para outros países e regiões, principalmente para Macau e Hong Kong.
Em 2004, um ano após a assinatura do CEPA, registaram-se cerca de 16,7 milhões de entradas anuais de visitantes em Macau. Em 2006, houve cerca de 22 milhões de visitantes a entrar para Macau, sendo aproximadamente 12 milhões oriundos da China Continental (e muitos deles visitam Macau para irem jogar nos casinos). Em 2007, este número ascendeu a um novo recorde, estimando que mais de 27 milhões de turistas escolheram Macau como o seu destino de viagem, sendo 55,08% oriundos da China Continental.

## Sector imobiliário

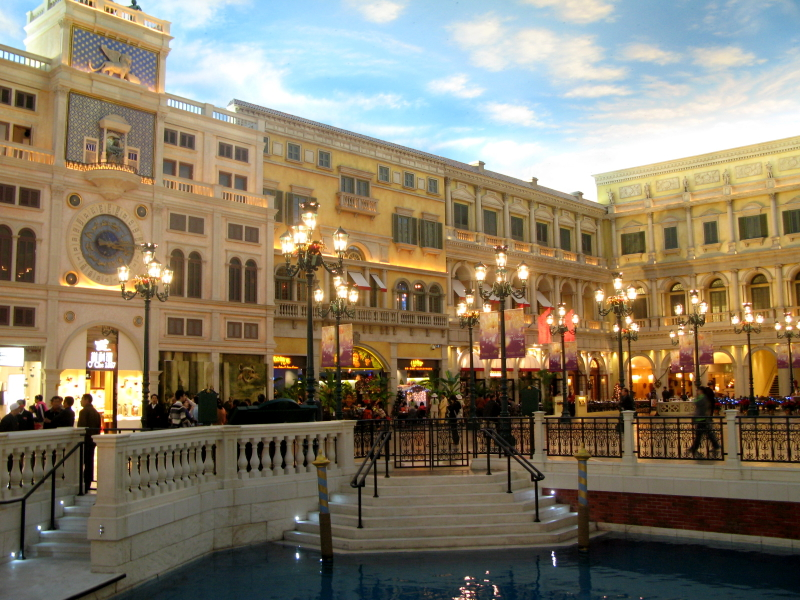
Interior do The Venetian, um dos maiores resorts de Macau e da Ásia, com vários hotéis, casinos, zonas comerciais, espaços para a organização de conferências e de muitas actividades culturais e de entretenimento.

Este grande crescimento económico causado essencialmente pela liberalização parcial do sector do Jogo originou também uma subida vertiginosa de preços dos imobiliários, destinados quer para a habitação quer para a instalação de escritórios. Por causa desta subida, construíram-se muitos imobiliários, principalmente aqueles para fins habitacionais, devido às muitas especulações sobre o crescimento económico e demográfico (devido à especulação de uma grande afluência de mão de obra qualificada para trabalhar nos grandes complexos de entretenimento - casinos, hotéis de luxo, resortes) de Macau. Segundo dados oficiais, em 2006, foram concluídos 2.783 fogos (mais de metade eram T3), representando um crescimento de 153,5 por cento em relação a 2005.
De acordo com a Direcção dos Serviços de Finanças da RAEM, em 2006, o preço médio oficial por metro quadrado (área útil) das fracções autónomas habitacionais foi de 10.578 patacas, representando um acréscimo de 65,8 por cento relativamente ao preço médio em 2003.
Isto causou sérios problemas socias para a RAEM, visto que muitos residentes de Macau, principalmente as da classe trabalhadora, não possuem capacidade financeira para comprar a sua propriedade habitacional. A maioria dos imobiliários para fins habitacionais, nomeadamente as de luxo, são compradas por investidores estrangeiros ou por grandes agências de imobiliários. Alguns especialistas já dizem que o sector pode existir uma ligeira "bolha especulativa".

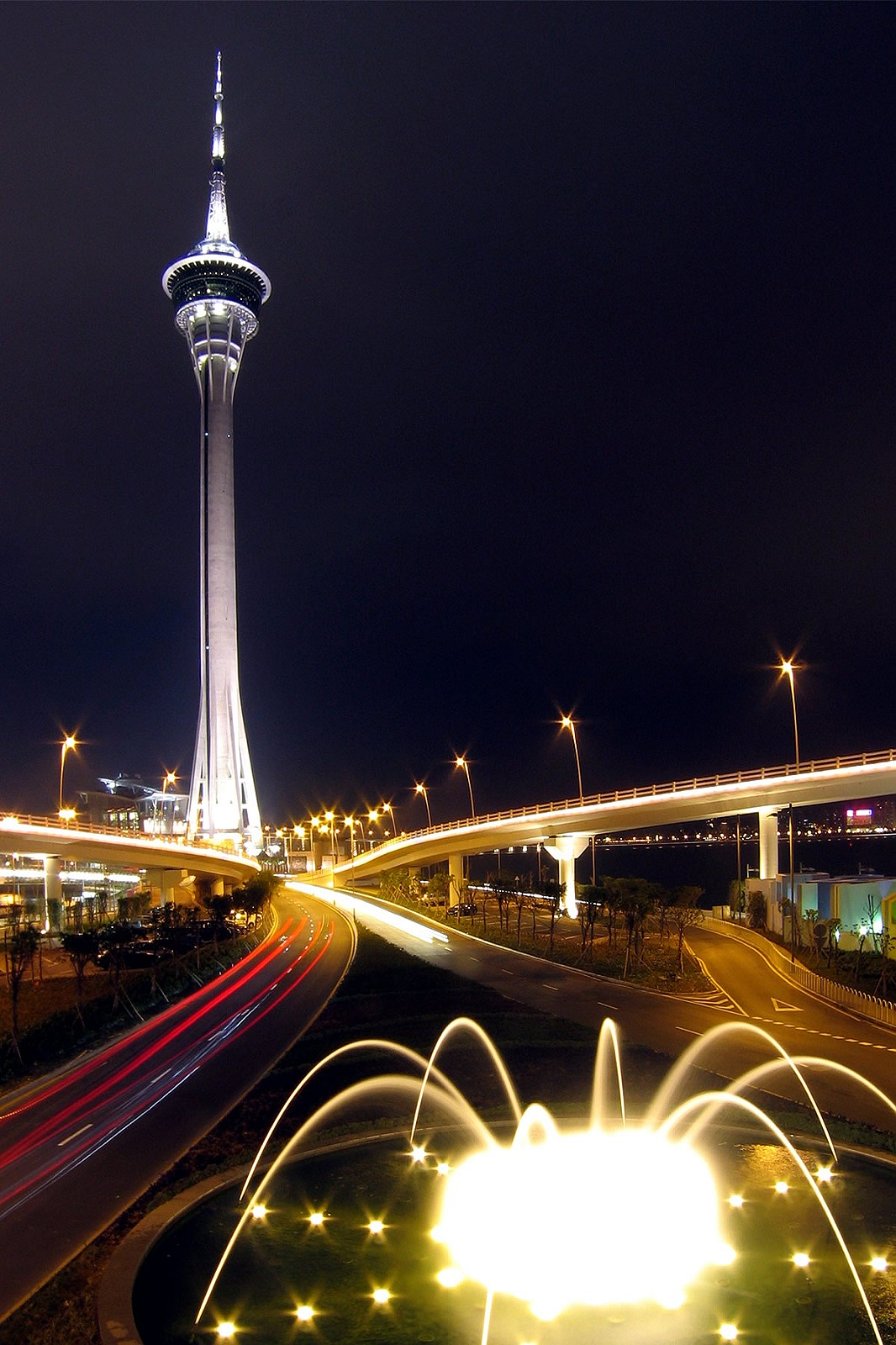
Vista à noite da Torre de Macau, uma torre de comunicações e entretenimento que tem vários restaurantes, teatros, zonas comerciais e uma variedade de actividades aventurosas.

Em 2007, os preços do imobiliário destinado para a habitação aumentou ainda mais, agravando mais a situação inflacionária já vivida em Macau. Segundo os registos oficiais da Direcção dos Serviços de Estatística e Censos, o preço médio oficial de aquisição de um metro quadrado para habitação ascendeu para um novo recorde, atingindo os 14.819 patacas, ou seja, cerca de 15 mil patacas. Isto representa um aumento aproximado de 35% em relação a 2006. O valor das transacções das fracções autónomas habitacionais foi aproximadamente de 42,06 milhões de patacas, representando um aumento aproximado de 120% em relação a 2006.

## Contas públicas
O Governo da RAEM sempre conseguiu equilibrar as suas finanças. Por exemplo, em 2006, as receitas do Governo, aproximadamente de 37,2 mil milhões de patacas (ou seja, cerca de 4,7 mil milhões de dólares americanos), é superior às despesas deste, aproximadamente de 27,4 mil milhões de patacas (ou seja, cerca de 3,4 mil milhões de dólares americanos). Por esta razão, o saldo orçamental positivo foi aproximadamente de 10 mil milhões de patacas para o ano de 2006.
Em 2007, o saldo orçamental positivo de Macau bateu mais um novo recorde, ultrapassando os 21,8 mil milhões de patacas, apresentando um aumento duplicado do saldo positivo verificado em 2006 e triplicado do apurado em 2005. Por isso, os saldos acumulados pelo Governo da RAEM ascendeu a mais de 50 mil milhões de patacas.
Actualmente, as finanças do Governo depende muito das receitas do jogo e esta dependência fiscal aumentou bastante a partir da altura em que o Governo iniciou uma liberalização parcial deste sector de grande importância económica. Até 2008, cerca de 80% das receitas públicas são geradas pelos impostos directos sobre o Jogo (equivalentes a 35% das receitas brutas geradas pela exploração do Jogo).

## Emprego
Em Novembro de 2007, a população activa de Macau conta com mais de 320 mil pessoas, sendo que cerca de 85 mil são trabalhadores não residentes (TNR). A maioria da população activa trabalha no sector dos jogos, do turismo e da hotelaria. Somente 2.9% da população activa é desempregada.

## Comércio externo
As exportações da RAEM atingiram aproximadamente os 2,527 mil milhões de dólares americanos em 2007. Macau exporta principalmente têxteis, vestuário, calçado, brinquedos, electrodomésticos e maquinaria para os Estados Unidos (57%), China (17%), Hong-Kong (11%) e Alemanha (7%).
As importações da RAEM atingiram aproximadamente os 5,332 mil milhões de dólares americanos em 2007. Macau importa principalmente matérias-primas, produtos semi-elaborados (semi-manufacturados), produtos de consumo e luxo (conservas de alimentos, tabaco, bebidas, álcool...) e combustíveis fósseis (muito importante para o fabrico de energia eléctrica) à China (54%), Japão (13%), Hong-Kong (12%), Alemanha (5%) e Taiwan (5%).
Resumidamente, Macau possui uma balança comercial negativa (importações mais do que exportações) de aproximadamente -2,805 mil milhões de dólares americanos.